# 斯韋特雷區

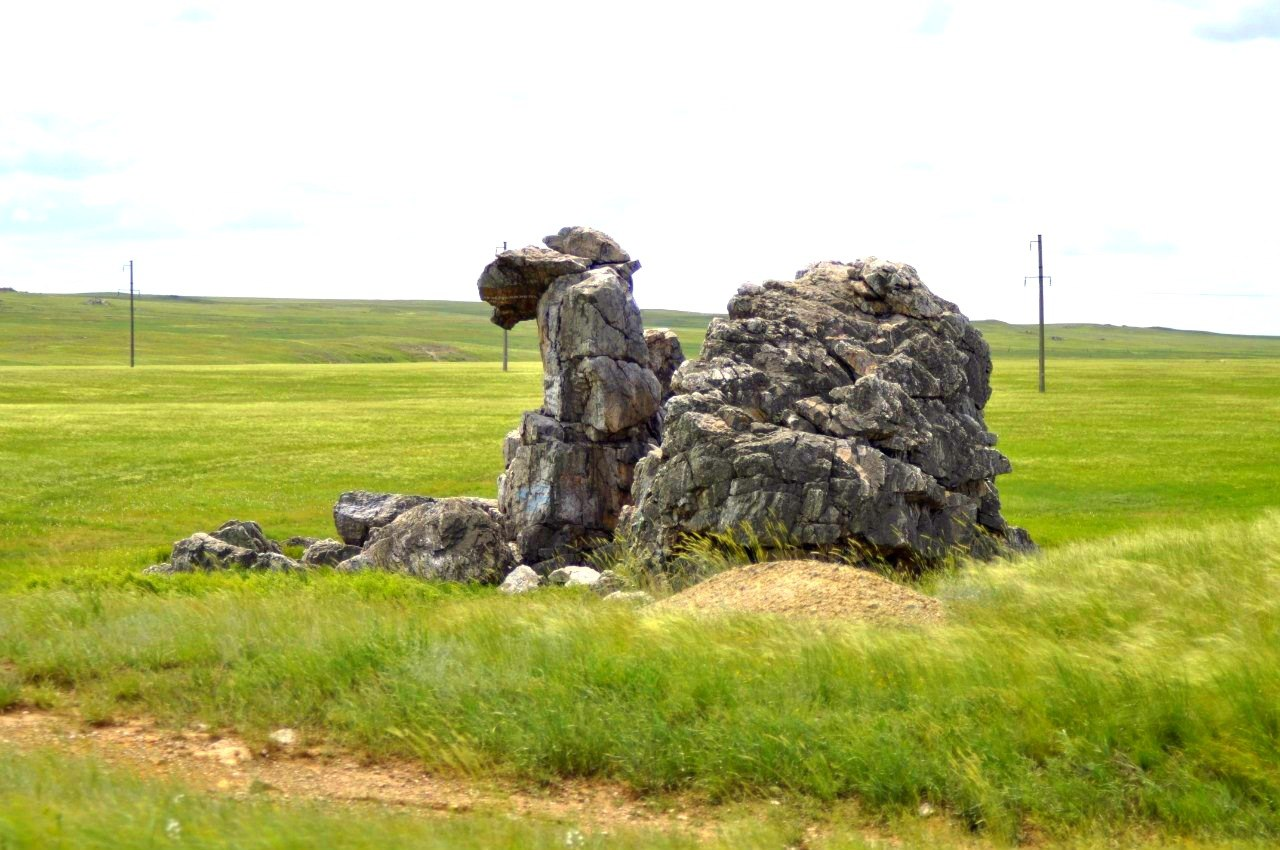

50°48′25″N 60°50′49″E / 50.80694°N 60.84694°E
斯韋特雷區（俄语：Светлинский район），是俄羅斯的一個區，位於該國西南部，由奧倫堡州負責管轄，面積5,608平方公里，2010年人口13,876，人口密度每平方公里2.47人。